# Fran Petre
Fran Petre [frán petrè], slovenski literarni zgodovinar, * 1. september 1906, Repnje pri Vodicah, † 17. december 1978, Ljubljana.

## Življenjepis
Študiral je slavistiko na Filozofski fakulteti – leta 1934 je diplomiral, leta 1938 pa doktoriral z disertacijo Vrazova graška dela. Izpopolnjeval se je v Parizu (1935–1936) in v Pragi (1938–1940). Od leta 1928 do leta 1930 je bil režiser in upravnik Delavskega odra, eno leto je bil urednik lista Akademski glas in od leta 1935 do leta 1938 upravnik časopisa Sodobnost. Zaradi sodelovanja z Osvobodilno fronto je bil med vojno zaprt v koncentracijskih taboriščih Rab in Visco. V letih od 1946 do 1949 je bil izredni profesor na novoustanovljeni univerzi v Skopju, od 1950 do 1975 pa univerzitetni profesor katedre za slovanske jezike in književnosti v Zagrebu. Bil je tudi sourednik revije Umjetnost riječi in zbornika Uvod v književnost, po letu 1970 pa je bil član uredništva Slavistične revije. Po letu 1975 je delal v Ljubljani na ZRC SAZU.
Petre je izšel iz pozitivistične šole (Ivan Prijatelj, France Kidrič), kar se kaže v njegovih zgodnejših razpravah in monografiji Poizkus ilirizma pri Slovencih, objavljeni leta 1939. Po vojni se je ukvarjal  z novejšo slovensko književnostjo, zlasti z moderno in ekspresionizmom, pisal pa je tudi o starejših obdobjih slovenske književnosti. Pod vplivom zagrebške šole literarne vede je prešel na območje interpretacijske metode  (razprave o slovenski moderni in ekspresionizmu). Pomembna je njegova vloga pri krepitvi južnoslovanskih stikov – Makedoncem je predstavil Cankarjeva, Prešernova in Župančičeva dela in pripravil antologijo makedonske poezije za Slovence, med delovanjem na zagrebški univerzi pa je pisal o slovenskem ekspresionizmu in slovenskem romanu. Veliko je prispeval  tudi k uveljavljanju slovenistike na južnoslovanskih univerzah – bil je soustanovitelj in predstojnik katedre za slovanske jezike in kniževnosti v Skopju. Od leta 1974 je z Alfonzom Gspanom pripravljal Slovenski biografski leksikon. Ker je večinoma živel in delal v neslovenskem okolju, njegov literarnoznanstveni opus še vedno ni natančno raziskan in ovrednoten.

## Izbrana bibliografija
- Vrazova graška leta, 1938. (COBISS)
- Poizkus ilirizma pri Slovencih, 1939. (COBISS)
- Rod in mladost Ivana Cankarja, 1947. (COBISS)
- Kozmična poezija Mirana Jarca, NSd 1955.[mrtva povezava] (COBISS)
- Podbevškov problem,  NSd 1965. Arhivirano 2016-03-16 na Wayback Machine.
- Pesniški izraz ekspresionizma, JiS 1960/1961. (COBISS)
- Matej Bor, Bgd 1968.
- Iz Župančičeve poetike, SR 1969.
- Tipologija proze Ivana Cankarja, SR 1969. (COBISS)
- Tradicija in inovacija, 1990. (COBISS)

## Dela o Franu Petretu
- Barbarič, Štefan, Fran Petrè (1906–1978), Slavistična revija, št. 2, str. 307–311 (1979).
- Buttolo, Frančiška, Pavčič, Meta, Bibliografija del Frana Petrèta, Slavistična revija, št. 2, str. 312–319 (1979).
- Jan, Zoltan, Prispevek Frana Petreta k razvoju slovenske literarne vede, v: Preseganje meje : izdajanje slovenske leposlovne klasike, slovenistični Zagreb, ilirizem, slovanske literature in slovenska književnost, slovenistična in primerjalna literarna veda, slovenist v razredu, mladinska književnost / [Slovenski slavistični kongres, Zagreb, 5.–7. 10. 2006], str. 57–65 (2006).(COBISS)  Arhivirano 2006-10-01 na Wayback Machine.